# Stânca Ștefănești
Das Fauna-Flora-Habitat-Gebiet  und Naturschutzgebiet Stânca Ștefănești (deutsch: Ștefănești-Fels) liegt auf dem Gebiet der Stadt Ștefănești im Kreis Botoșani unmittelbar an der rumänisch-moldauischen Grenze. Das nur etwa 0,3 Hektar große Schutzgebiet umfasst einen Riffkalk-Felsen in der moldauischen Tiefebene mit Kalk-Pionierrasen. Der Fels liegt unmittelbar vor dem Pruth-Staudamm. Es handelt sich um den einzigen Standort von Schiverekia podolica in Rumänien. außerdem kommen hier weitere seltene Arten, wie Veronica incana, der Österreich-Tragant und Sempervivum ruthenicum vor.
Stânca Ștefănești ist das kleinste der rumänischen FFH-Gebiete. Es wurde 2007 gemeldet, 2009 von der EU-Kommission als Gebiet von gemeinschaftlicher Bedeutung (SCI) anerkannt und 2022 als Spezielles Erhaltungsgebiet (SAC) ausgewiesen.

## Schutzzweck
Folgende Lebensraumtypen nach Anhang I der FFH-Richtlinie kommen im Gebiet vor:
| EU Code | * | Lebensraumtyp (offizielle Bezeichnung)                        | Fläche |
| ------- | - | ------------------------------------------------------------- | ------ |
| 6110    | * | Lückige basophile oder Kalk-Pionierrasen (Alysso-Sedion albi) | 0,01   |